# Veka
VEKA est une entreprise allemande fabriquant des profilés en PVC, créée en 1969 par Heinrich Laumann. 

## Historique
La compagnie a commencé ses activités en tant que VEKA en 1969 en produisant des volets roulants à Sendenhorst, en Allemagne et dispose de ses propres usines de production de profils extrudés dans douze pays (États-Unis, Russie, Pologne, France, Espagne, le Royaume-Uni, Chine, Inde, Canada, Mexique, Brésil et Chili), tout en disposant de représentations commerciales dans plus de quarante pays.